# Psammodius generosus
Psammodius generosus är en skalbaggsart som beskrevs av Edmund Reitter 1892. Psammodius generosus ingår i släktet Psammodius och familjen Aphodiidae. Inga underarter finns listade i Catalogue of Life.